# Valentin Turtschin

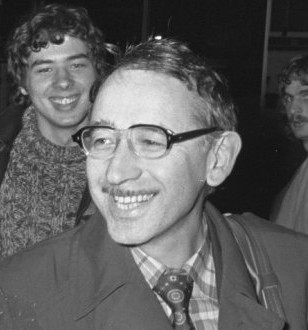
Valentin Turtschin (1977)

Valentin Fjodorowitsch Turtschin (russisch Валенти́н Фёдорович Турчи́н; auch Valentin F. Turčin geschrieben; * 1931 in Podolsk; † 7. April 2010 in New York) war ein sowjetischer und später US-amerikanischer Mathematiker und Informatiker. Er gilt als einer der Pioniere der Künstlichen Intelligenz.

## Leben
Turtschin schloss 1952 ein Studium der Theoretischen Physik in Moskau ab und promovierte 1957. Danach arbeitete er über Neutronenstreuung und Festkörperphysik am Institut für Physik der Energie in Obninsk. 1964 wechselte er an das Keldysch Institut für angewandte Mathematik in Moskau. Dort arbeitete er über statistische Regularisierungsmethoden und entwickelte die Programmiersprache REFAL. Dies war eine der ersten Programmiersprachen der Künstlichen Intelligenz und wurde in der UdSSR auf diesem Gebiet vorrangig eingesetzt. Valentin Turtschin galt zu dieser Zeit als einer der eminentesten Informatiker der Sowjetunion.
In den späten 1960er-Jahren wurde Turtschin, vor allem unter dem Eindruck des Einmarsches sowjetischer Truppen in die Tschechoslowakei, politisch aktiv und schrieb das Buch Das Momentum der Angst und das wissenschaftliche Weltbild. Es ist eine vernichtende Kritik am Totalitarismus, die sich auf die damals populäre kybernetische Sozialtheorie stützte. Er verlor daraufhin sein Forschungslabor. 1970 schrieb er das Buch Das Phänomen der Wissenschaft, in welchem er die natürliche wie auch kulturelle Evolution aus kybernetischer Sicht zu interpretieren und die Evolutionstheorie auf ein entsprechendes Fundament zu stellen versucht. Im selben Jahr veröffentlichte er zusammen mit Roi Medwedew und Andrei Sacharow einen offenen Brief an die sowjetische Staatsführung über den Zusammenhang zwischen Demokratisierung und technologisch-wissenschaftlichem Fortschritt.
1973 gründete er mit Andrei Twerdochlebow die Moskauer Sektion von Amnesty International. 1974 verlor er abermals seine Position am Institut und wurde vom Geheimdienst verfolgt, drei Jahre später sah er sich schließlich gezwungen, die UdSSR zu verlassen. Nach der Auswanderung wurde er 1979 Mitglied der dortigen City University of New York.
1989 gründete er mit Cliff Joslyn Principia Cybernetica, eine Organisation, die die Entwicklung einer evolutionär-kybernetischen Philosophie fördert. Bis 2005 war Turtschin mit Joslyn und Francis Heylighen auch Herausgeber der Principia Cybernetica-Publikationen. 1998 war er Mitgründer des Software Start-up Unternehmens SuperCompilers, LLC. 1999 wurde Turtschin als Professor der Informatik am City College of New York emeritiert.
Turtschins Sohn, Pjotr, ist Biologe und arbeitet insbesondere über Populationsdynamik und die mathematische Modellierung von historischer Dynamik (Kliodynamik).

## Wirken
Der philosophische Kern von Turtschins wissenschaftlichem Werk ist das Konzept von Metasystemübergängen, womit ein evolutionärer Prozess bezeichnet wird, durch den in Systemen wiederholt hierarchisch höhere, qualitativ neuartige Ebenen der Steuerung entstehen. Er nutzte dieses Konzept, um eine globale Evolutionstheorie und eine kohärente Theorie sozialer Systeme bereitzustellen, wie auch für den Versuch einer konstruktivistischen Grundlage der Mathematik. Mithilfe von REFAL konnte er einen sog. Supercompiler umsetzen – eine einheitliche Methode zur Programmtransformation und Optimierung, welche auf Metaübergängen basiert. Auf Turtschin geht auch der Begriff der „Meta-“ bzw. „Supercompilation“ zurück.

## Werke
- Slow Neutrons. ISPT, Jerusalem, 1965
- The Phenomenon of Science – A Cybernetic Approach to Human Evolution. New York: Columbia University Press, 1977, ISBN 978-0-231-03983-3.
- The Inertia of Fear and the Scientific Worldview. New York: Columbia University Press, 1981. ISBN 978-0-231-04622-0.
- The Concept of a Supercompiler. ACM Transactions on Programming Languages and Systems (New York: ACM) 8 (3): 292–325. July 1986)
- A Constructive Interpretation of the Full Set Theory. Journal of Symbolic Logic (Association for Symbolic Logic) 52 (1): 172–201. (March 1987)
- On Cybernetic Epistemology. Systems Research 10: 3., 1993
- The Cybernetic Ontology of Action. Kybernetes 22 (2): 10.1993
- A Dialogue on Metasystem Transition. World Futures 45 (1): 5–57.1995
- Refal-5: Programming Guide and Reference Manual. New England Publishing Co. Holyoke MA, 1989